# Wendefurth
Wendefurth ist seit dem 1. Juli 2009 ein Stadtteil von Thale im sachsen-anhaltischen Landkreis Harz. Zuvor gehörte der Weiler zur Gemeinde Altenbrak, die nach Thale eingemeindet wurde.

## Geschichte
Wendefurth wurde 1573 erstmals zusammen mit einer Eisenhütte und einer Wassermühle urkundlich erwähnt.
Benannt wurde Wendefurth nach einer durch die Bode führenden Furt, an deren Stelle 1733 eine Brücke errichtet wurde, die im April 1945 gesprengt und danach durch einen Neubau ersetzt wurde.

## Geografische Lage
Wendefurth liegt im Mittelgebirge Harz innerhalb des Naturparks Harz/Sachsen-Anhalt. Es befindet sich 8,5 km westsüdwestlich des Thaler Kernorts im tief eingeschnittenen Bodetal, das von der Bode durchflossen wird. Direkt westlich oberhalb des Weilers wird der Fluss durch die Talsperre Wendefurth mit angegliedertem Pumpspeicherwerk Wendefurth aufgestaut; oberhalb dieser Talsperre schließt sich die ortsnahe Rappbodetalsperre an. Zu den Bergen rund um Wendefurth gehören der Wendefurther Berg (446,1 m) im Norden, der Armsberg (435,2 m) im Osten bis Südosten und der Kirchhofsberg (452,3 m) im Südwesten.
Durch den Weiler führt zwischen Hasselfelde und Wienrode die Bundesstraße 81. In der Nähe verläuft der Harzer Hexenstieg.